# Centrum voor Informatisering en Mediagebruik
Het Centrum voor Informatisering en Mediagebruik (CIM) was een onderdeel van de Universiteit Utrecht en biedt ondersteunende diensten aan de faculteiten Letteren en Rechten, de Utrechtse School voor Bestuurs- en Organisatiewetenschap (USBO) en de Utrecht School of Economics (USE). Zowel medewerkers als studenten kunnen gebruikmaken van de diensten van het CIM.